# 先生知らないの?
先生知らないの?（せんせいしらないの）は、TBS系列で1998年4月10日から6月26日に放送された草彅剛主演のテレビドラマ。2009年9月2日にDVD-BOXが発売された。

## 概要
元不良グループのチーマーだった木下優作（草彅剛）が教師として東京・下町の小学校に赴任。熱血教師・優作と生徒達の触れ合いを描いた作品。草彅の他、石田ゆり子、生瀬勝久、篠原ともえ、菅原文太と異色的なキャスティングが話題になった。また、ふかわりょうがフリーター役として毎回変わった職業で出演したのもこのドラマの特徴のひとつであった。
この他、第9話に生徒の姉役でゲスト出演した前田愛は子役から本格的に女優デビューを果たしている。

## キャスト
- 木下優作：草彅剛

チーマー上がりの小学校教諭。
- 中村春奈：石田ゆり子
- 曽根田勝：生瀬勝久

アロハシャツがトレードマークの小学校教諭。
- 金沢愛子：篠原ともえ

小学校の栄養士。
- 森川竜之介：ふかわりょう

フリーター。
- 大河原博：小野武彦

教頭。
- 金沢隆輔：菅原文太

校長。愛子の父。

### 5年2組児童
- 相葉栞：皆川優紀
- 有元翼：後藤拓也
- 伊藤晶：吉田結衣子
- 岩佐賢一郎：森翔吾（第9話 主要生徒）
- 上野みなみ：大平麻衣（第4話 主要生徒）
- 榎本唯：佐野あゆみ
- 岡田亘：須藤邦海（当時ジャニーズJr.）
- 小澤雅広：三田怜（第11話 主要生徒）
- 風間平：善家尚史（第10話 主要生徒）
- 木村千代：有田栄美
- 清原葵：倉沢桃子
- 小泉拓：中野武尊
- 澤登一茂：太田翔平
- 進藤善樹：伴貴将（当時ジャニーズJr.）（第5話 主要生徒）
- 杉本初美：松蔭晴香
- 田村龍一：高柳健太郎
- 常盤茜：稲本美香（第2話 主要生徒）
- 鳥羽成美：酒井彩名（第8話 主要生徒）
- 林田亮兵：工藤幾未
- 原寛太：大内裕太
- 藤村絵里子：宮沢麻衣
- 北条静：楯真由子
- 宗方幸久：途中慎吾（第12話 主要生徒）
- 八木澤淳二：中村優一
- 矢部千夏：小松幸江（第6話 主要生徒）
- 山田昴：吉田真央
- 山元菜々子：邑野未亜（第3話 主要生徒）
- 吉野浩美：大塚露那
- 横山太陽：西翔平（第7話 主要生徒）
- 渡辺萌：小山万璃音

### ゲスト出演者
- 第2話 吉田敦：青山剛
- 第2話 中村名人（本人役）
- 第4話 上野周平（ケニー轟）：佐藤慶
- 第5話 木下智子：白川由美
- 第7話 宗方正子：角替和枝
- 第9話 岩佐桃子（賢一郎の姉）：前田愛
- 第10話 風間美春：安藤聖
- 第11話 川島洋子：佐々木すみ江

## 主題歌
- 「いつか晴れた日に」山下達郎（ワーナーミュージック・ジャパン）

## スタッフ
- 脚本：清水有生
- 音楽：松尾早人
- プロデュース：丹羽多聞アンドリウ
- 演出：鈴木早苗、竹之下寛次、遠藤正人

## サブタイトル
| 第1話                                                      | 1998年4月10日 | 噂の先生登場            | 19.2% |
| 第2話                                                      | 1998年4月17日 | 生徒がかけおち?         | 15.2% |
| 第3話                                                      | 1998年4月24日 | 転校生                  | 15.0% |
| 第4話                                                      | 1998年5月1日  | 学校の怪談?             | 13.8% |
| 第5話                                                      | 1998年5月8日  | 母の日                  | 12.0% |
| 第6話                                                      | 1998年5月15日 | 運命の恋                | 12.7% |
| 第7話                                                      | 1998年5月22日 | 仲間はずれ              | 14.2% |
| 第8話                                                      | 1998年5月29日 | おとめ心のダイエット    | 15.3% |
| 第9話                                                      | 1998年6月5日  | 先生やめないで!         | 14.3% |
| 第10話                                                     | 1998年6月12日 | 誰か気づいて､万引の理由 | 14.4% |
| 第11話                                                     | 1998年6月19日 | 先生大ピンチ!           | 11.0% |
| 最終話                                                     | 1998年6月26日 | さよなら優作先生        | 11.2% |
| 平均視聴率 14.0%（視聴率は関東地区・ビデオリサーチ社調べ） |               |                         |       |

## 関連商品
- 先生知らないの？DVD-BOX(TCエンタテインメント)2009年9月2日発売
- 先生知らないの？Vol.1～Vol.4 1998年8月17日発売。VHSの単品商品。